# Långviksmon
Långviksmon ist ein Ort (tätort) in der schwedischen Provinz Västernorrlands län in der Gemeinde Örnsköldsvik.
Der Ort liegt am See Storsjön – nicht zu verwechseln mit dem Storsjön bei Östersund – etwa 40 Kilometer nördlich vom Hauptort der Gemeinde, Örnsköldsvik, entfernt. Durch den Ort führen die Straßen Länsväg Y 1082 und Y 1084. Långviksmon besitzt kein eigenes Kirchspiel, dieses befindet sich in Björna.
Der Ort besitzt einen Bahnhof an der Stambanan genom övre Norrland, der allerdings im normalen Personenverkehr nicht mehr genutzt wird. Größter Arbeitgeber ist ein Betonwerk der Firma AB Strängbetong.